# Tandanus tandanus
Tandanus tandanus is een straalvinnige vissensoort uit de familie van de koraalmeervallen (Plotosidae). De wetenschappelijke naam van de soort is voor het eerst geldig gepubliceerd in 1838 door Mitchell.

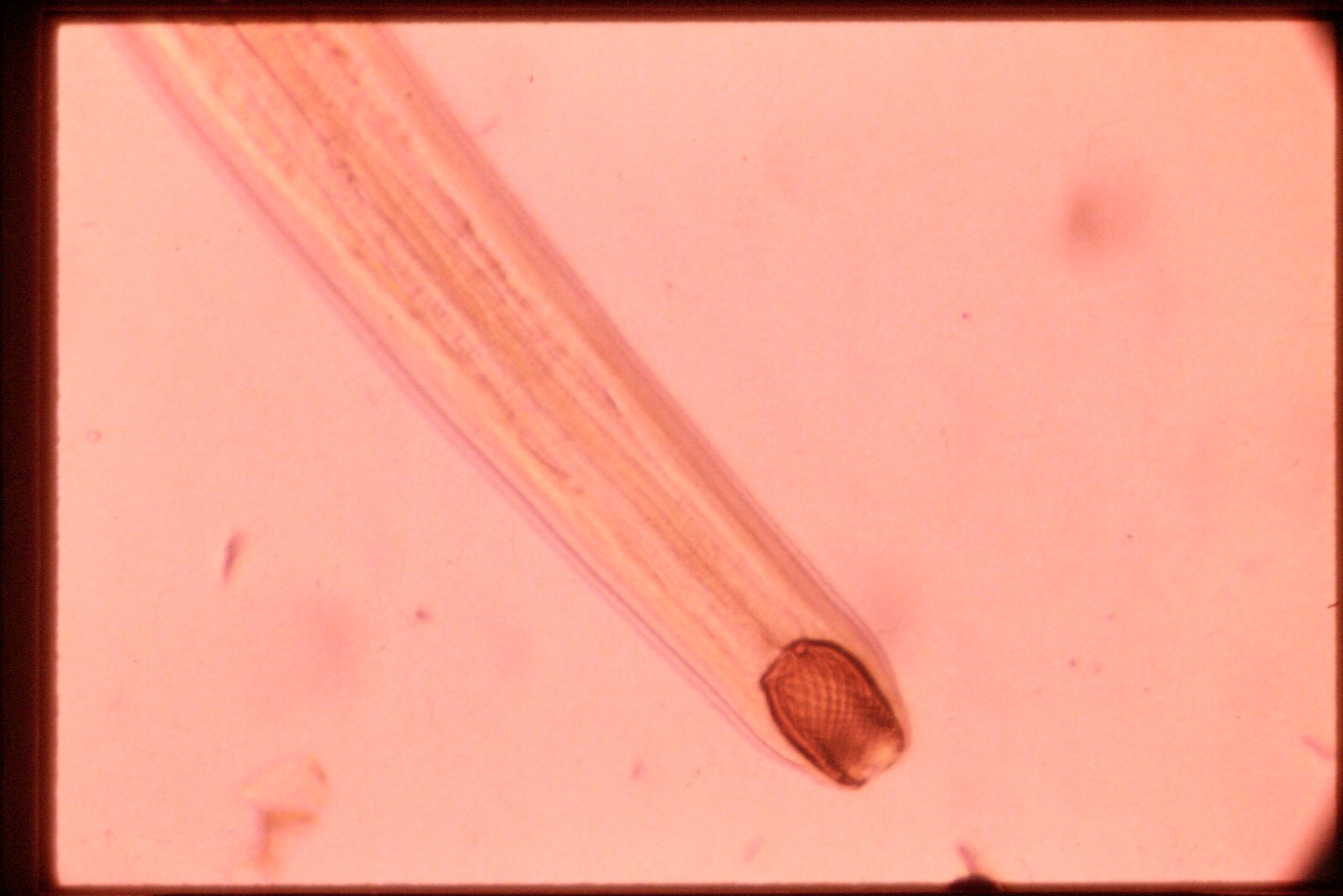
Parasitaire rondworm Procamallanus sp. van Tandanus tandanus